# Zapach kobiety (film 1992)
Zapach kobiety (ang. Scent of a Woman) – amerykański dramat obyczajowy z 1992 roku w reżyserii Martina Bresta, zrealizowany na podstawie powieści Giovanniego Arpino Il buio e il miele. Remake włoskiego filmu Dino Risiego Zapach kobiety (1974). Zdjęcia kręcono w Nowym Jorku i w New Jersey.

## Fabuła
Charlie (Chris O’Donnell) jest uczniem prestiżowej szkoły w New Hampshire (Nowa Anglia), w której uczy się dzięki przyznanemu stypendium. Postanawia podjąć dorywczą pracę z ogłoszenia, jako opiekun niewidomego emerytowanego pułkownika (Al Pacino). Jego podopieczny okazuje się niezbyt sympatycznym, niepogodzonym ze swym losem zrzędą. Podpułkownik z pomocą swojego opiekuna chce odbyć ostatnią podróż, użyć pełni życia, potem popełnić samobójstwo. Podczas podróży po luksusowych hotelach i restauracjach między chłopakiem a mężczyzną rodzi się przyjaźń, co komplikuje samobójcze plany pogrążonego w depresji pułkownika.

## Obsada
- Al Pacino jako podpułkownik Frank Slade
- Chris O’Donnell jako Charlie Simms
- James Rebhorn jako Pan Trask
- Gabrielle Anwar jako Donna
- Philip Seymour Hoffman jako George Willis jr
- Richard Venture jako W.R. Slade
- Bradley Whitford jako Randy
- Rochelle Oliver jako Gretchen
- Margaret Eginton jako Gail
- Tom Riis Farrell jako Garry
- Nicholas Sadler jako Harry Havemeyer
- Todd Louiso jako Trent Potter
- Matt Smith jako Jimmy Jameson
- Gene Canfield jako Manny

## Nagrody
W 1993 film otrzymał Oscara w kategorii najlepszy aktor pierwszoplanowy oraz 3 nominacje (najlepszy film, reżyseria i scenariusz adaptowany).